# ويكيبيديا

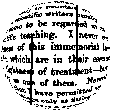
الشعار القديم لويكيبيديا

ويكيبيديا (تلفظ [wi:ki:bi:dija:] وتلحن [wikipi:dia]؛ تلفظ بالإنجليزية /ˌwɪkiˈpi:di.ə/) والكلمة مشتقة من مقطعين: ويكي wiki وتعني بلغة هاواي "بالغ السرعة"، والثاني بيديا pedia ومشتق من كلمة موسوعة encyclopedia، فيمكن ترجمتها إلى "الموسوعة السريعة". ويكيبيديا هي موسوعة متعددة اللغات، مبنية على الويب، ذات محتوى حر، تشغلها مؤسسة ويكيميديا، التي هي منظمة غير ربحية. ويكيبيديا هي موسوعة يمكن لأي مستخدم تعديل وتحرير وإنشاء مقالات جديدة فيها.
في مارس 2009 كان في ويكيبيديا 15 مليون مقالة تقريبًا، مكتوبة بما يقارب 292 لغة. في يوم 17 أغسطس، 2009: وصلت ويكيبيديا الإنجليزية لثلاثة ملايين مقالة. تكتب المقالات تعاونيًا بواسطة متطوعين من حول العالم والغالبية العظمى من محتويات الموسوعة يمكن تعديلها بواسطة أي شخص يمتلك اتصالاً بالإنترنت. شهرة ويكيبيديا تنمو بثبات منذ بداية عملها. ويكيبيديا من الإنجليزية ويكيبيديا هي اختصار لكلمتين هما: ويكي بالإنجليزية Wiki (نوع من مواقع الويب التي تُحَرَّرُ جماعياً)، والكلمة الثانية هي بيديا من كلمة Encyclopedia والتي تعني بالعربية موسوعة. تنتشر خوادم ويكيبيديا الرئيسية في تامبا، فلوريدا، وخوادم أخرى موجودة في أمستردام وسول. يعد ويكيبيديا من أشهر عشرة مواقع على الإنترنت على مستوى العالم.
نتيجة لطبيعة ويكيبيديا التي تسمح لأي مستخدم بتعديل مقالاتها، شكك النقاد والمحللون بها وتساءلوا عن مدى مصداقيتها ودقتها. إذ أن بإمكان أي مستخدم أن يجري تعديلات على محتويات الموسوعة، تزيد احتمالية أن يضيف مجهولون أو مستخدمو الموسوعة المسجلون معلومات خاطئة أو غير مؤكدة، أو يقوم المخربون بحذف أقسام من مقالات أو إضافة تعليقات شخصية أو آراء متحيزة، خاصةً في المواضيع السياسية والدينية. أيضا تثار الشكوك حول حيادية المقالات في ويكيبيديا، ومدى دقة المعلومات الواردة بهذه المقالات. حدد القائمون على موسوعة ويكيبيديا مجموعة من السياسات والتعليمات التي يجب على مستخدمي الموسوعة الالتزام بها عند تحرير وتعديل محتويات الموسوعة، هذه السياسات تهدف إلى التصدي لمحاولات التخريب، وتحاول ضمان مصداقية المعلومات التي تحويها مقالات هذه الموسوعة.

## تاريخ ويكيبيديا
بدأ مشروع ويكيبيديا في 15 يناير 2001 كمتمم لمشروع نيوبيديا الذي يكتبه محررون خبراء. وبسبب بطء تطوّر نيوبيديا فقد قرّر جيمي ويلز ولاري سانجر أن ينشئا مشروعا مفتوحاً ليدعم نيوبيديا وهو ويكيبيديا.
وأصبحت تحتوي على 600 ألف مقالة بالإنجليزية و2 مليون مقالة باللغات الأخرى مجتمعة حسب ما ذكر جيمي ويليز اللغات الكبرى مثل الألمانية واليابانية والفرنسية واللغات الأوربية الغربية كبيرة أيضا، ثلث الزيارات فقط للإنجليزية على عكس ما يظن البعض، ومدى شهرة ويكيبيديا أنها من أكبر 50 موقعا في العالم وتعددت زيارات الصفحات زيارة صفحات النيويورك تيمز، لدى نيويورك تيمز والمواقع الأخرى موظفين مسؤولين عن الموقع وهم كثيرين يتقاضون مرتبات، أما ويكيبيديا فيوجد واحد فقط وهو المطور للبرنامج نفسه وتم تعيينه منذ يناير 2005، والخوادم تتم إدارتها بواسطة متطوعين والتحرير يتم أيضا بواسطة متطوعين.

### نيوبيديا

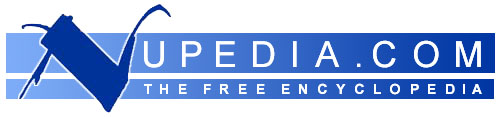
شعار نيوبيديا الموسوعة الحرّة السابقة لويكيبيديا تدار ويكيبيديا بواسطة مجموعة من المتطوعين، من بينهم مجموعة من مطوري البرمجيات يعملون على برنامج ميدياويكي.

تمت محاولة إنشاء موسوعات تعاونية أخرى عبر الإنترنت قبل ويكيبيديا، لكن لم يكن أي منها ناجحًا.
بدأت ويكيبيديا كمشروع تكميلي لـ نيوبيديا، وهو مشروع موسوعة مجاني باللغة الإنجليزية على الإنترنت كتب مقالاته خبراء وتمت مراجعته في إطار عملية رسمية. تم تأسيسها في 9 مارس 2000، بملكية بوميس، وهي شركة بوابة إلكترونية. شخصياتها الرئيسية كانت الرئيس التنفيذي لشركة بوميس جيمي ويلز ولاري سانجر، رئيس تحرير نيوبيديا ولاحقًا ويكيبيديا. تم ترخيص نيوبيديا في البداية بموجب ترخيص نيوبيديا المحتوى الحر الخاص بها، ولكن حتى قبل تأسيس ويكيبيديا، تحولت نيوبيديا إلى ترخيص التوثيق المجاني GNU بناءً على طلب ريتشارد ستالمان. يرجع الفضل إلى ويلز في تحديد الهدف المتمثل في إنشاء موسوعة عامة قابلة للتحرير، بينما يُنسب إلى سانجر استراتيجية استخدام الويكي للوصول إلى هذا الهدف. في 10 يناير 2001، اقترح سانجر على القائمة البريدية لـ نيوبيديا إنشاء ويكي كمشروع "تغذية" لـ نيوبيديا.

### الإطلاق والنمو المبكر
تم تسجيل النطاقات Wikipedia.com وWikipedia.org يوم 12 يناير 2001، و13 يناير 2001، على التوالي، وأطلقت ويكيبيديا في 15 كانون الثاني 2001، كما في اللغة الإنجليزية واحدة طبعة في www.Wikipedia.com، وأعلن عنها سانجر في القائمة البريدية لـ نيوبيديا. تم تدوين سياسة ويكيبيديا الخاصة بـ "وجهة نظر محايدة" في الأشهر القليلة الأولى لها. بخلاف ذلك، كانت هناك قواعد قليلة نسبيًا في البداية وعملت ويكيبيديا بشكل مستقل عن نيوبيديا. في الأصل، كان بوميس ينوي جعل ويكيبيديا شركة من أجل الربح.

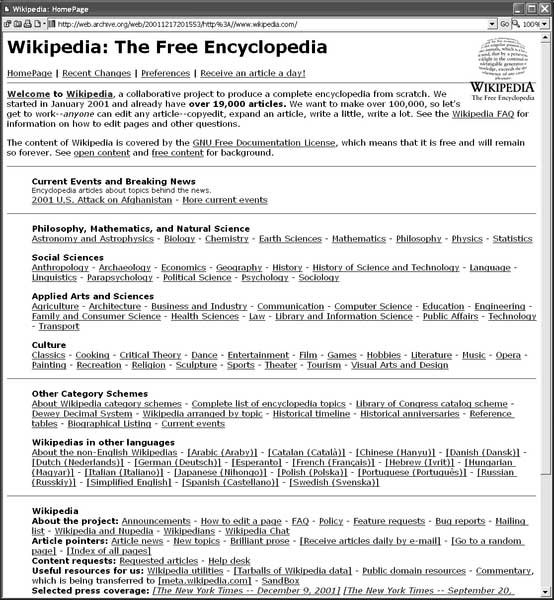
صفحة ويكيبيديا الرئيسية في 17 ديسمبر 2001

اكتسبت ويكيبيديا مساهمين مبكرين من نيوبيديا ومنشورات سلاش دوت وفهرسة محرك بحث الويب. كما تم إنشاء إصدارات اللغة، بإجمالي 161 طبعة بنهاية عام 2004. تعايش نيوبيديا و ويكيبيديا حتى تم إزالة خوادم الأولى بشكل دائم في عام 2003، وتم دمج نصها في ويكيبيديا. تجاوزت ويكيبيديا الإنجليزية علامة مليوني مقال في 9 سبتمبر 2007، مما يجعلها أكبر موسوعة تم تجميعها على الإطلاق، متجاوزة موسوعة يونجل التي تم إجراؤها خلال عهد أسرة مينج عام 1408، والتي سجلت الرقم القياسي لما يقرب من 600 سنوات.
نقلاً عن مخاوف من الإعلانات التجارية وعدم وجود سيطرة في ويكيبيديا، قام مستخدمو ويكيبيديا الإسبانية بالتشعب من ويكيبيديا لإنشاء الموسوعة الحرة بالإسبانية في فبراير 2002. أعلن ويلز بعد ذلك أن ويكيبيديا لن تعرض إعلانات، وغيرت مجال ويكيبيديا من Wikipedia.com إلى Wikipedia.org.
على الرغم من أن ويكيبيديا الإنجليزية وصلت إلى ثلاثة ملايين مقال في أغسطس 2009، إلا أن نمو الطبعة، من حيث عدد المقالات الجديدة والمساهمين، يبدو أنه قد بلغ ذروته في أوائل عام 2007. تمت إضافة حوالي 1800 مقال يوميًا إلى الموسوعة في عام 2006 ؛ بحلول عام 2013 كان هذا المتوسط حوالي 800. عزا فريق في مركز بالو ألتو للأبحاث هذا التباطؤ في النمو إلى التفرد المتزايد للمشروع ومقاومته للتغيير. يقترح البعض الآخر أن النمو يتم تسويته بشكل طبيعي لأن المقالات التي يمكن تسميتها " الفاكهة المتدلية " - الموضوعات التي تستحق مقالًا بوضوح - قد تم إنشاؤها بالفعل وبنائها على نطاق واسع.
في نوفمبر 2009، وجد باحث في جامعة راي خوان كارلوس في مدريد أن ويكيبيديا الإنجليزية فقدت 49000 محرر خلال الأشهر الثلاثة الأولى من عام 2009؛ بالمقارنة، فقد المشروع 4900 محرر فقط خلال نفس الفترة من عام 2008. استشهدت صحيفة وول ستريت جورنال بمجموعة من القواعد المطبقة على التحرير والنزاعات المتعلقة بمثل هذا المحتوى من بين أسباب هذا الاتجاه. عارض ويلز هذه الادعاءات في عام 2009، نافياً التراجع وشكك في منهجية الدراسة. بعد ذلك بعامين، في عام 2011، أقرت ويلز بوجود انخفاض طفيف، مشيرة إلى انخفاض من "أكثر بقليل من 36000 كاتب" في يونيو 2010 إلى 35800 في يونيو 2011. في المقابلة نفسها، زعم ويلز أيضًا أن عدد المحررين كان "مستقرًا ومستدامًا". شكك مقال عام 2013 بعنوان "The Decline of ويكيبيديا" في إم آي تي تكنولوجي ريفيو هذا الادعاء. كشف المقال أنه منذ عام 2007، فقدت ويكيبيديا ثلث محرريها المتطوعين، وهؤلاء الذين ما زالوا هناك يركزون بشكل متزايد على التفاصيل. في يوليو 2012، أفادت ذا أتلانتيك أن عدد المسؤولين في انخفاض أيضًا. في عدد 25 نوفمبر 2013 من مجلة نيويورك، صرحت كاثرين وارد أن "ويكيبيديا، الموقع السادس الأكثر استخدامًا، يواجه أزمة داخلية".

## الإنجازات

خريطة توضح عدد المقالات بكل لغة أوروبية اعتبارًا من يناير 2019. يمثل المربع الواحد 10000 مقالة. يتم تمثيل اللغات التي تحتوي على أقل من 10000 مقالة بمربع واحد. يتم تجميع اللغات حسب عائلة اللغة ويتم تقديم كل عائلة لغة بلون منفصل.

في كانون الثاني (يناير) 2007، دخلت ويكيبيديا لأول مرة قائمة العشرة الأوائل لمواقع الويب الأكثر شعبية في الولايات المتحدة، وفقًا لشبكات كوم سكور. مع 42.9 مليون زائر، احتلت ويكيبيديا المرتبة 9، متجاوزة نيويورك تايمز (رقم 10) وأبل (رقم 11). يمثل هذا زيادة كبيرة عن يناير 2006، عندما كانت المرتبة رقم 33، مع ويكيبيديا التي تلقت حوالي 18.3 مليون زائر. اعتبارًا من مارس 2020، ويكيبيديا تحتل المرتبة 13 بين المواقع من حيث الشعبية وفقًا لموقع أليكسا إنترنت. في عام 2014، تلقت ثمانية مليارات مشاهدة للصفحة كل شهر. في 9 فبراير 2014، ذكرت صحيفة نيويورك تايمز أن ويكيبيديا لديها 18 مليار مشاهدة للصفحة وما يقرب من 500 مليون زائر فريد شهريًا "وفقًا لشركة التصنيف comScore". يجادل لوفلاند وريجل بأن ويكيبيديا تتبع تقليدًا طويلًا من الموسوعات التاريخية التي تراكمت عليها تحسينات تدريجية من خلال "التراكم الوصمي".

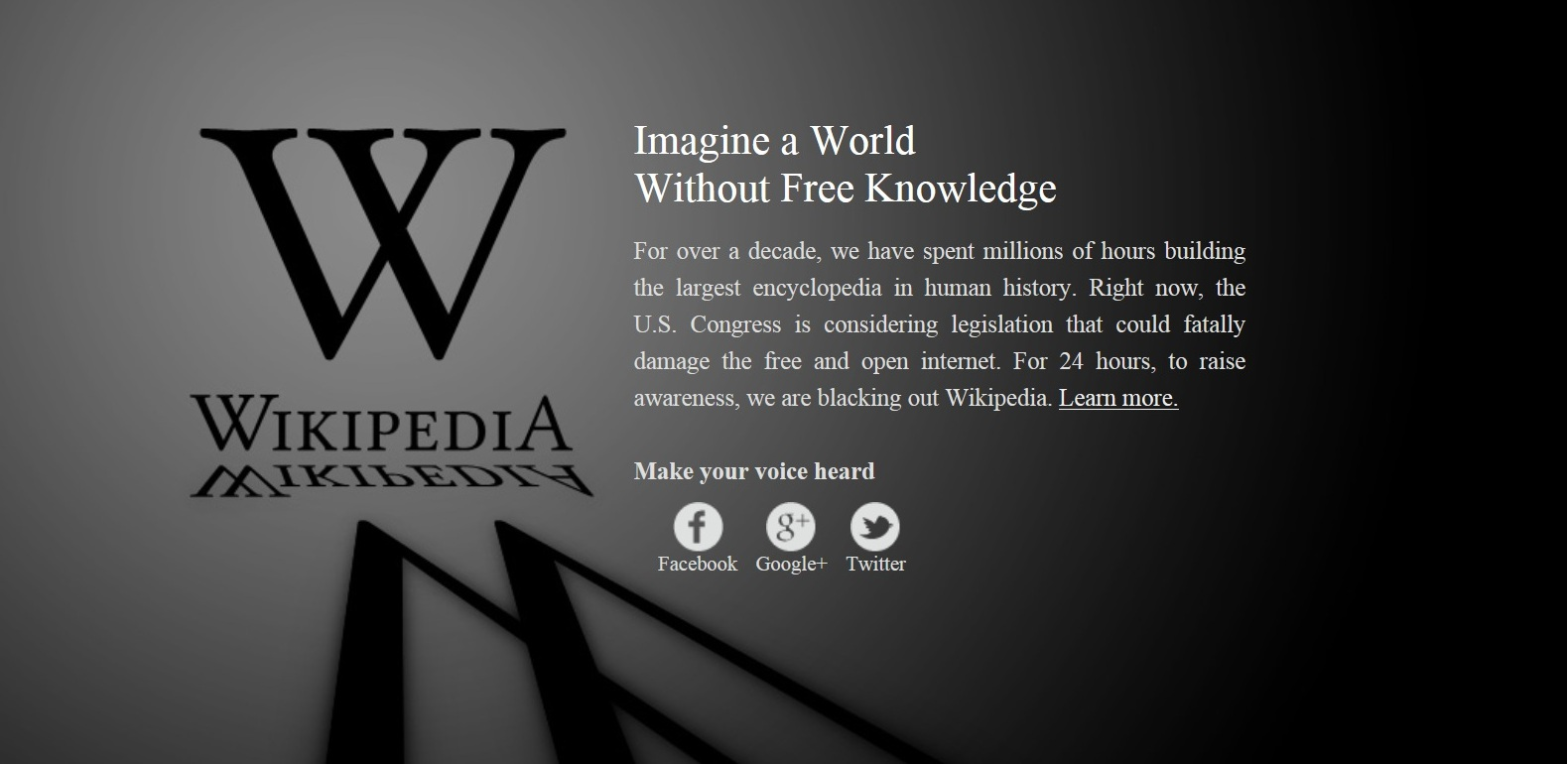
احتجاج ويكيبيديا على التعتيم ضد قانون وقف القرصنة على الإنترنت في 18 يناير 2012

في 18 يناير 2012، شاركت ويكيبيديا الإنجليزية في سلسلة من الاحتجاجات المنسقة ضد قانونين مقترحين في كونغرس الولايات المتحدة - قانون وقف القرصنة عبر الإنترنت (SOPA) وقانون حماية الملكية الفكرية (PIPA) - بحجب صفحاتها لمدة 24 ساعات.  شاهد أكثر من 162 مليون شخص صفحة شرح التعتيم التي حلت محل محتوى ويكيبيديا مؤقتًا.
في 20 كانون الثاني (يناير) 2014، أشارت تقارير سوبود فارما لصحيفة إيكونوميك تايمز إلى أنه لم يتوقف نمو ويكيبيديا فحسب، بل "فقد ما يقرب من عشرة بالمائة من مشاهدات صفحاتها العام الماضي. كان هناك انخفاض بنحو ملياري شخص بين ديسمبر 2012 وديسمبر 2013. تتصدر نسخها الأكثر شيوعًا الشريحة: انخفضت مشاهدات صفحات ويكيبيديا الإنجليزية بنسبة اثني عشر بالمائة، وتراجعت تلك الخاصة بالنسخة الألمانية بنسبة 17 بالمائة وخسرت النسخة اليابانية تسعة بالمائة." أضاف فارما أنه "بينما يعتقد مديرو ويكيبيديا أن هذا قد يكون بسبب أخطاء في العد، يشعر خبراء آخرون أن مشروع Google رسم بياني معرفي الذي تم إطلاقه في العام الماضي قد يستحوذ على مستخدمي ويكيبيديا." عند الاتصال بهذا الأمر، أشار كلي شيركي، الأستاذ المساعد في جامعة نيويورك والزميل في مركز بيركمان للإنترنت والمجتمع بجامعة هارفارد، إلى أنه يشتبه في أن الكثير من رفض عرض الصفحة يرجع إلى الرسوم البيانية المعرفية، قائلاً، "إذا كان بإمكانك الحصول على سؤالك من صفحة البحث، فلست بحاجة إلى النقر فوق [المزيد]. بحلول نهاية ديسمبر 2016، احتلت ويكيبيديا المرتبة الخامسة في أكثر المواقع شعبية على مستوى العالم.
في يناير 2013، سميت ويكيبيديا 274301، كويكب، على اسم ويكيبيديا؛ في أكتوبر 2014، تم تكريم ويكيبيديا بنصب ويكيبيديا التذكاري؛ وفي يوليو 2015، أصبح 106 من 7473 700 مجلدًا من ويكيبيديا متاحًا كطباعة ويكيبيديا. في عام 2019، تم تسمية نوع من النباتات المزهرة فيولا ويكيبيديا. في أبريل 2019، تحطمت مركبة هبوط إسرائيلية على سطح القمر، بيريشيت، وتحمل نسخة من جميع مقالات ويكيبيديا الإنجليزية تقريبًا منقوشة على ألواح رقيقة من النيكل؛ يقول الخبراء إن اللوحات ربما نجت من الانهيار  في يونيو 2019، أفاد العلماء أن جميع الـ 16 تم ترميز غيغابايت من نص المقالة من ويكيبيديا الإنجليزية في DNA اصطناعي.

## الانفتاح

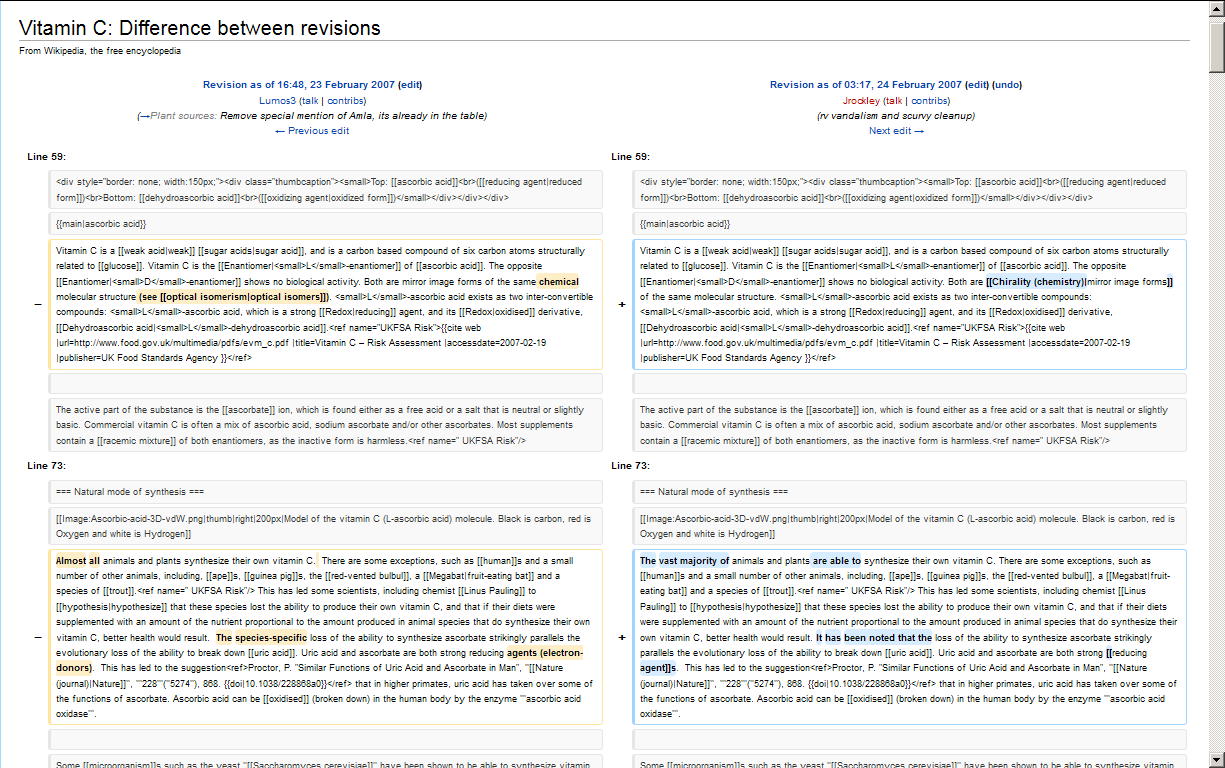
تسليط الضوء على الاختلافات بين إصدارات المقال.

على عكس الموسوعات التقليدية، تتبع ويكيبيديا مبدأ التسويف فيما يتعلق بأمان محتواها. لقد بدأ مفتوحًا بالكامل تقريبًا - يمكن لأي شخص إنشاء مقالات، ويمكن تحرير أي مقالة على ويكيبيديا بواسطة أي قارئ، حتى أولئك الذين ليس لديهم حساب على ويكيبيديا. سيتم نشر التعديلات على جميع المقالات على الفور. ونتيجة لذلك، يمكن أن تحتوي أي مقالة على معلومات غير دقيقة مثل الأخطاء والتحيزات الأيديولوجية والنص غير المنطقي أو غير ذي الصلة.

### قيود
نظرًا لتزايد شعبية ويكيبيديا، أدخلت بعض الإصدارات، بما في ذلك النسخة الإنجليزية، قيودًا على التحرير في بعض الحالات. على سبيل المثال، في ويكيبيديا الإنجليزية وبعض إصدارات اللغات الأخرى، يمكن للمستخدمين المسجلين فقط إنشاء مقال جديد. على ويكيبيديا الإنجليزية، من بين صفحات أخرى، تمت حماية بعض الصفحات المثيرة للجدل أو الحساسة أو المعرضة للتخريب إلى حد ما. مقال للتخريب في كثير من الأحيان يمكن أن تكون شبه محمية أو محمية بشكل كامل، وهذا يعني أنه ليس هناك سوى مستويات صلاحيات معينة حتى تستطيع تعديله. قد يتم قفل مقال مثير للجدل بشكل خاص حتى يتمكن المسؤولون فقط من إجراء تغييرات.
في حالات معينة، يُسمح لجميع المحررين بإرسال تعديلات، لكن المراجعة مطلوبة لبعض المحررين، اعتمادًا على شروط معينة. على سبيل المثال، تحتفظ ويكيبيديا الألمانية "بنسخ ثابتة" من المقالات، التي اجتازت مراجعات معينة. بعد التجارب المطولة والمناقشات المجتمعية، قدمت ويكيبيديا الإنجليزية نظام "التغييرات المعلقة" في ديسمبر 2012. في ظل هذا النظام، تتم مراجعة تعديلات المستخدمين الجدد وغير المسجلين على بعض المقالات المثيرة للجدل أو المعرضة للتخريب من قبل المستخدمين المعروفين قبل نشرها.

### مراجعة التغييرات

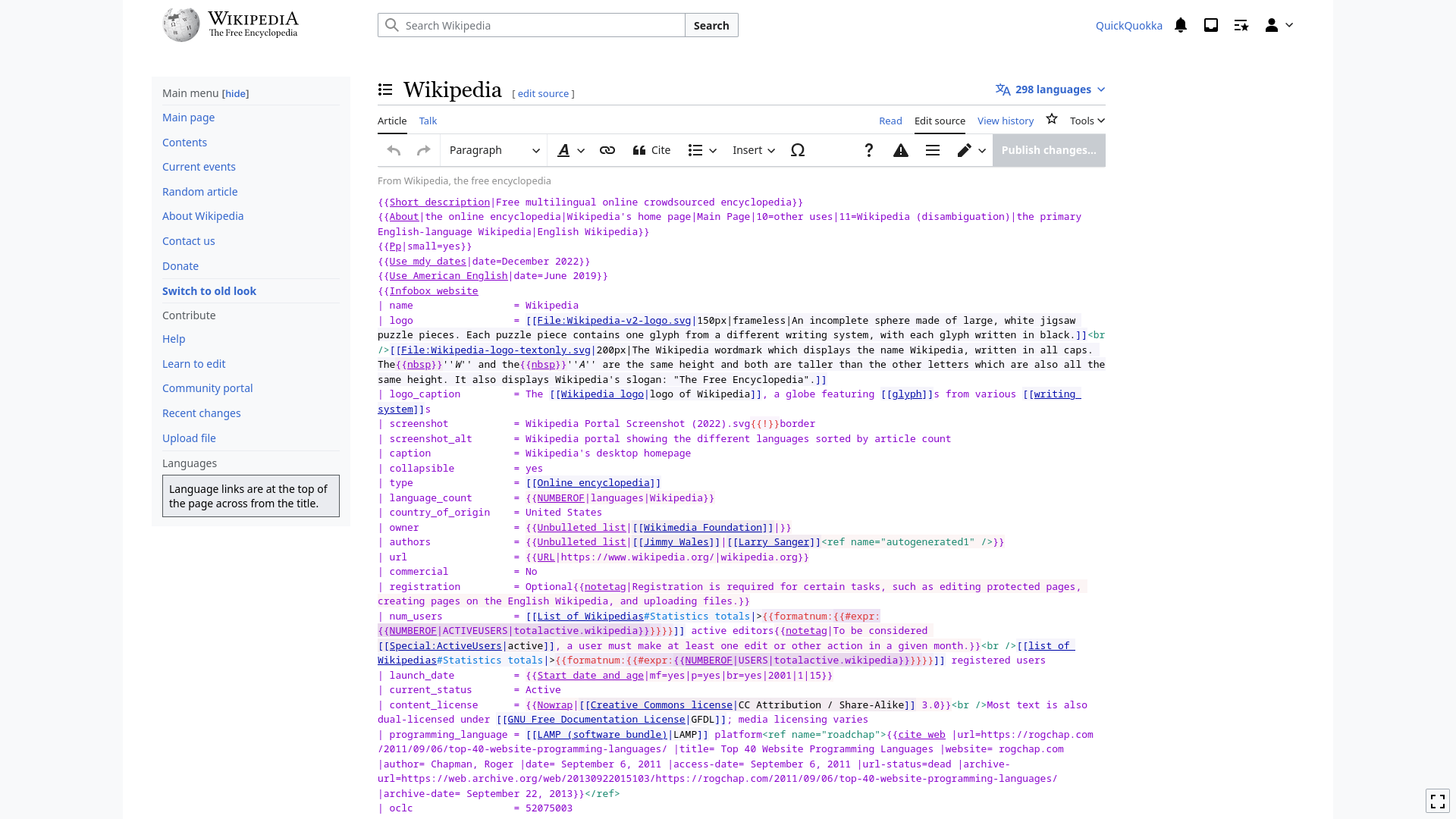
واجهة التحرير في ويكيبيديا

### العتاد والبرمجيات

نظرة عامة على بنية النظام لخوادم ويكيبيديا مايو 2006

## مشاريع شقيقة

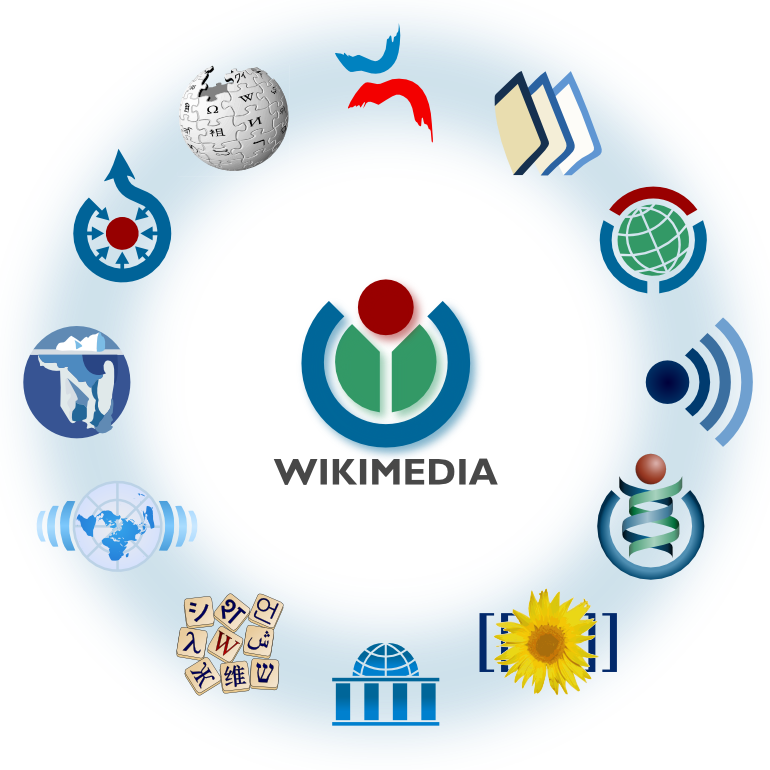
مشاريع ويكيبيديا الشقيقة